# John Van Nostrand
Pour les articles homonymes, voir Van Nostrand.
John Van Nostrand, né le 17 juillet 1961 à Long Island, et décédé le 15 avril 1984 près de San Juan del Río (en), est un ancien joueur de tennis américain.

## Biographie

### Carrière universitaire
John Van Nostrand a joué en 1982 et 1983 pour l'université de Pepperdine.

### Carrière professionnelle
En simple, John Van Nostrand a notamment atteint les quarts de finale à Newport en 1983, où il a notamment battu Mike De Palmer, 46e joueur mondial, au 1er tour, puis Mike Leach au tour suivant.
En double, il remporte en janvier 1984 à Auckland son premier tournoi en double avec Brian Levine.
Trois mois plus tard, Van Nostrand meurt dans un accident de voiture en compagnie de Joe Heldman, un autre joueur, alors qu'ils se rendaient au Challenger de San Luis. Sur une route de montagne près de San Juan del Río, leur voiture quitta la route dans un virage.

### Vie privée
Il est le frère de la joueuse Molly Van Nostrand.

## Palmarès

### Titres en double messieurs (1)
| No | Date       | Nom et lieu du tournoi          | Catégorie  | Dotation  | Surface    | Partenaire   | Finalistes               | Score    |  |
| -- | ---------- | ------------------------------- | ---------- | --------- | ---------- | ------------ | ------------------------ | -------- |  |
| 1  | 09-01-1984 | Benson and Hedges Open Auckland | Grand Prix | 75 000$ $ | Dur (ext.) | Brian Levine | Brad Drewett Chip Hooper | 7-5, 6-2 |  |